# 2. domobranski pehotni polk (Avstro-Ogrska)
Za druge 2. polke glejte 2. polk.
2. domobranski pehotni polk (izvirno nemško k.k. Landwehr Infanterie Regiment Nr. 2; dobesedno slovensko: Cesarsko-kraljevi deželnobrambovski pehotni polk št. 2) je bil pehotni polk avstro-ogrskega Domobranstva.

## Zgodovina
Polk je bil ustanovljen leta 1889. 

### Prva svetovna vojna
Polkovna narodnostna sestava leta 1914 je bila sledeča: 98% Nemcev in 2% drugih.
Naborni okraj polka je bil v Linzu in Salzburgu, pri čemer so bile polkovne enote garnizirane v Linzu.
Med prvo svetovno vojno se je polk bojeval tudi na soški fronti. Polk je bil skoraj popolnoma uničen med deveto soško ofenzivo.

## Poveljniki polka
- 1898: Josef von Schildenfeld[4]
- 1914: Konstantin Wasserthal von Zuccari[1]